# Östen Undén
Bo Östen Undén (født 25. august 1886 i Karlstad, Värmlands län, død 14. januar 1974) var en svensk jurist og socialdemokratisk politiker; konsultativt statsråd 1917-20 og 1932-36, justitsminister 1920, udenrigsminister 1924-26 og 1945-62 samt medlem af Riksdagen 1934-65.
I 1946 fungerede han som statsminister i en knap uge efter Per Albin Hanssons død frem til Tage Erlander blev valgt.